# Boston African American National Historic Site
Het Boston African American National Historic Site ligt in het hart van de stad Boston Massachusetts. Verspreid over de wijk Beacon Hill staan vijftien structuren die dateren van voor de Amerikaanse Burgeroorlog. Elk verwijzen ze naar de 19e-eeuwse geschiedenis van de Afro-Amerikanen in de stad. Het betreft onder andere twee schoolgebouwen, een oorlogsherdenkingssteen en verschillende huizen. Daarnaast ook het African Meeting House, het oudste overgebleven Afro-Amerikaanse kerkgebouw in de Verenigde Staten dat dateert uit 1806. De verschillende structuren van de site worden met elkaar verbonden door een 2,5 km lang traject Black Heritage Trail.